# Software di sistema del Nintendo 3DS
Il software di sistema del Nintendo 3DS è il sistema operativo utilizzato da quest'ultima console e dai modelli Nintendo 3DS XL, Nintendo 2DS, New Nintendo 3DS, New Nintendo 3DS XL e New Nintendo 2DS XL. Nintendo distribuisce gli aggiornamenti al sistema per aggiungere nuove funzionalità o risolvere dei problemi riguardo alla stabilità della console.
La versione più recente del firmware è la 11.17.0-50E, rilasciata il 23 maggio 2023.

## Aggiornamento software

### Dettagli degli aggiornamenti
| Versione    | Data uscita                        | Descrizione |
| ----------- | ---------------------------------- | --- |
| 1.1.0-1E    | 25 marzo 2011                      | Aggiunto un Video 3D (temporaneo), aggiornamento StreetPass, aggiunta compatibilità con alcuni tipi di Access Point, miglioramenti nella stabilità del sistema. |
| 2.0.0-2E    | 7 giugno 2011                      | Rimosso il Video 3D scaricato con l'aggiornamento 1.1.0-1, aggiunto l'e-Shop e browser internet, aggiunta la possibilità di trasferire i dati da una console Nintendo DSi al Nintendo 3DS, download automatico di notifiche SpotPass. |
| 2.1.0-3E    | 16 giugno 2011                     | Risolto il problema presente in Ridge Racer 3D durante una partita multigiocatore, miglioramenti nella stabilità del sistema. |
| 2.1.0-4E    | 4 agosto 2011                      | Miglioramenti nella stabilità del sistema. |
| 2.2.0-4E    | fine novembre/inizio dicembre 2011 | Nuova funzione per la lista di amici e miglioramenti nella stabilità del sistema. |
| 3.0.0-5E    | 7 dicembre 2011                    | Registratore video 3D (per un massimo di 10 minuti l'uno) incluso nella Fotocamera Nintendo 3DS, nella Piazza Mii StreetPass sono state aggiunte nuove funzioni (Jukebox, Imprese, Mappa Streetpass, Slideshow, Libera Mii), aggiornamento dell'eShop e possibilità di trasferire dati da due console Nintendo 3DS. |
| 3.0.0-6E    | 22 dicembre 2011                   | Miglioramenti nella stabilità del sistema. |
| 4.0.0-7E    | 25 aprile 2012                     | Servizio Nintendo Zone disponibile in alcuni paesi europei tramite access point Wi-Fi pubblici (Nintendo ha pubblicato uno strumento online per la localizzazione degli Hotspot più vicini), possibilità di aggiornare tramite patch i giochi su scheda per Nintendo 3DS (come Mario Kart 7 per impedire l'uso improprio di scorciatoie), possibilità di creare fino a 60 cartelle per riordinare il menù Home le quali possono contenere un massimo di 60 software, nuova interfaccia grafica del Nintendo eShop. |
| 4.1.0-8E    | 15 maggio 2012                     | Supporto per il download di dati di aggiornamento per i software su scheda, miglioramenti nella stabilità del sistema. |
| 4.2.0-9E    | 27 giugno 2012                     | Miglioramenti nella stabilità del sistema. |
| 4.3.0-10E   | 25 luglio 2012                     | Miglioramenti nelle prestazioni generali del sistema operativo. |
| 4.4.0-10E   | 20 settembre 2012                  | Miglioramenti nella stabilità del sistema. |
| 4.5.0-10E   | 5 dicembre 2012                    | Miglioramenti generali alla stabilità del sistema e aggiustamenti minori per rendere ancora più gradevole l'esperienza utente. |
| 5.0.0-11E   | 26 marzo 2013                      | Miglioramenti generali alla stabilità del sistema. |
| 5.1.0-11E   | 5 aprile 2013                      | Risolti i problemi creati nell'aggiornamento 5.0.0-11E. |
| 6.0.0-12E   | 17 giugno 2013                     | Aggiornamenti per la Piazza Mii StreetPass, aggiunta la possibilità di copiare e ripristinare i salvataggi di software per Nintendo 3DS scaricabili compatibili con questa funzionalità, miglioramenti alla stabilità del sistema.aggiunta di nuovi 4 minigiochi per piazza mii streetpass! |
| 6.1.0-12E   | 27 giugno 2013                     | Miglioramenti generali alla stabilità del sistema. |
| 6.2.0-12E   | 6 agosto 2013                      | Supporto ai punti di scambio StreetPass, miglioramenti generali alla stabilità del sistema. |
| 6.3.0-12E   | 13 settembre 2013                  | Miglioramenti generali alla stabilità del sistema e altri aggiornamenti. |
| 7.0.0-13E   | 9 dicembre 2013                    | Supporto piattaforma Miiverse e per il Nintendo Network ID, introdotta la possibilità di fare foto premendo i tasti L e R dal menu Home, miglioramenti generali alla stabilità del sistema. |
| 7.1.0-14E   | 19 dicembre 2013                   | Miglioramenti generali alla stabilità del sistema. |
| 7.1.0-15E   | 22 gennaio 2014                    | Miglioramenti generali alla stabilità del sistema. |
| 7.1.0-16E   | 26 febbraio 2014                   | Miglioramenti generali alla stabilità del sistema. |
| 7.2.0-17E   | 13 maggio 2014                     | Nuova funzione filtro famiglia e miglioramenti generali alla stabilità del sistema. |
| 8.0.0-18E   | 8 luglio 2014                      | Miglioramenti generali alla stabilità del sistema. |
| 9.0.0-20E   | 7 ottobre 2014                     | Introduzione dei temi per la personalizzazione del menu HOME di Nintendo 3DS, nuova interfaccia, introdotta la possibilità di fare Istantanee (Screen dello schermo 3D e Touch) premendo il tasto Y e miglioramenti generali alla stabilità del sistema. |
| 9.2.0-20E   | 30 ottobre 2014                    | Miglioramenti generali alla stabilità del sistema. |
| 9.3.0-21E   | 8 dicembre 2014                    | Aggiunta una funzione per cambiare il tema del menu Home automaticamente, gli aggiornamenti di sistema possono essere scaricati dal menu Home, possibilità di catturare schermate di entrambi gli schermi, miglioramenti delle stabilità del sistema. |
| 9.4.0-21E   | 11 dicembre 2014                   | Ulteriori miglioramenti alla stabilità generale e altri piccoli aggiornamenti per favorire l'esperienza dell'utente. |
| 9.5.0-22E   | 2 febbraio 2015                    | Miglioramenti generali alla stabilità del sistema. |
| 9.5.0-23E   | 2 marzo 2015                       | Ulteriori miglioramenti alla stabilità generale e altri piccoli aggiornamenti per favorire l'esperienza dell'utente. Blocca alcune falle di sicurezza utilizzate nella scena hacking. |
| 9.6.0-24E   | 23 marzo 2015                      | Aggiunta al menu HOME una funzione per salvare diverse configurazioni del menu HOME (fino a 8 diverse configurazioni). Aggiunte le impostazioni amiibo. Aggiunte nuove categorie sotto "Mostra Altro" nel negozio dei temi per una migliore navigazione. Miglioramenti generali alla stabilità del sistema. |
| 9.7.0-25E   | 20 aprile 2015                     | Miglioramenti generali alla stabilità del sistema. |
| 9.8.0-25E   | 1 giugno 2015                      | Miglioramenti generali alla stabilità del sistema. |
| 9.9.0-26E   | 14 luglio 2015                     | Miglioramenti generali alla stabilità del sistema e miglioramenti per alcuni giochi 3DS. |
| 10.0.0-27E  | 8 settembre 2015                   | Miglioramenti alla stabilità generale e alla sicurezza della console e altri piccoli aggiornamenti tesi a favorire l'esperienza dell'utente. |
| 10.1.0-27E  | 14 settembre 2015                  | Miglioramenti alla stabilità generale e alla sicurezza della console e altri piccoli aggiornamenti tesi a favorire l'esperienza dell'utente. |
| 10.2.0-28E  | 20 ottobre 2015                    | Miglioramenti alla stabilità generale e alla sicurezza della console e altri piccoli aggiornamenti tesi a favorire l'esperienza dell'utente. |
| 10.3.0-28E  | 9 novembre 2015                    | Miglioramenti alla stabilità generale e alla sicurezza della console e altri piccoli aggiornamenti tesi a favorire l'esperienza dell'utente. |
| 10.4.0-29E  | 19 gennaio 2016                    | Miglioramenti alla stabilità generale e alla sicurezza della console e altri piccoli aggiornamenti tesi a favorire l'esperienza dell'utente. |
| 10.5.0-30E  | 26 gennaio 2016                    | Miglioramenti alla stabilità generale e alla sicurezza della console e altri piccoli aggiornamenti tesi a favorire l'esperienza dell'utente. |
| 10.6.0-31E  | 26 febbraio 2016                   | Miglioramenti alla stabilità generale e alla sicurezza della console e altri piccoli aggiornamenti tesi a favorire l'esperienza dell'utente. |
| 10.7.0-32E  | 15 marzo 2016                      | Miglioramenti alla stabilità generale e alla sicurezza della console e altri piccoli aggiornamenti tesi a favorire l'esperienza dell'utente. |
| 11.0.0-33E  | 10 maggio 2016                     | Miglioramenti alla stabilità generale e alla sicurezza della console e altri piccoli aggiornamenti tesi a favorire l'esperienza dell'utente. |
| 11.1.0-34E  | 13 settembre 2016                  | Miglioramenti alla stabilità generale e alla sicurezza della console e altri piccoli aggiornamenti tesi a favorire l'esperienza dell'utente. |
| 11.2.0-35E  | 25 ottobre 2016                    | Miglioramenti alla stabilità generale e alla sicurezza della console e altri piccoli aggiornamenti tesi a favorire l'esperienza dell'utente. |
| 11.3.0-36E  | 7 febbraio 2017                    | Miglioramenti alla stabilità generale e alla sicurezza della console e altri piccoli aggiornamenti tesi a favorire l'esperienza dell'utente. |
| 11.4.0-37E  | 11 aprile 2017                     | Miglioramenti alla stabilità generale e alla sicurezza della console e altri piccoli aggiornamenti tesi a favorire l'esperienza dell'utente. |
| 11.5.0-38E  | 11 luglio 2017                     | Miglioramenti alla stabilità generale e alla sicurezza della console e altri piccoli aggiornamenti tesi a favorire l'esperienza dell'utente. |
| 11.6.0-39E  | 19 settembre 2017                  | Miglioramenti alla stabilità generale e alla sicurezza della console e altri piccoli aggiornamenti tesi a favorire l'esperienza dell'utente. |
| 11.7.0-40E  | 19 giugno 2018                     | Miglioramenti alla stabilità generale e alla sicurezza della console e altri piccoli aggiornamenti tesi a favorire l'esperienza dell'utente. |
| 11.8.0-41E  | 31 luglio 2018                     | Miglioramenti alla stabilità generale e alla sicurezza della console e altri piccoli aggiornamenti tesi a favorire l'esperienza dell'utente. |
| 11.9.0-42E  | 4 dicembre 2018                    | Miglioramenti alla stabilità generale e alla sicurezza della console e altri piccoli aggiornamenti tesi a favorire l'esperienza dell'utente. |
| 11.10.0-43E | 28 maggio 2019                     | Miglioramenti alla stabilità generale e alla sicurezza della console e altri piccoli aggiornamenti tesi a favorire l'esperienza dell'utente. |
| 11.11.0-43E | 27 agosto 2019                     | Il metodo di pagamento tramite carta di credito è stato modificato. Per ulteriori informazioni consultare https://www.nintendo.it/Servizio-al-consumatore/Nintendo-3DS-e-Nintendo-2DS/Uso/Nintendo-eShop/Come-aggiungere-fondi-nel-Nintendo-eShop-con-una-carta-di-credito-1626660.html. |
| 11.12.0-44E | 5 novembre 2019                    | Miglioramenti alla stabilità generale e alla sicurezza della console e altri piccoli aggiornamenti tesi a favorire l'esperienza dell'utente. |
| 11.13.0-45E | 4 dicembre 2019                    | Risolto un problema a causa del quale, in alcuni casi, StreetPass non funzionava. |
| 11.14.0-46E | 17 novembre 2020                   | Miglioramenti alla stabilità generale e alla sicurezza della console e altri piccoli aggiornamenti tesi a favorire l'esperienza dell'utente. |
| 11.15.0-47E | 27 luglio 2021                     | Miglioramenti alla stabilità generale e alla sicurezza della console e altri piccoli aggiornamenti tesi a favorire l'esperienza dell'utente. |
| 11.16.0-48E |                                    | |
| 11.16.0-49E | 12 settembre 2022                  | |
| 11.17.0-50E | 23 maggio 2023                     | Miglioramenti alla stabilità generale e alla sicurezza della console e altri piccoli aggiornamenti tesi a favorire l'esperienza dell'utente. |